# الخانق (أرحب)

تعديل مصدري - تعديل

الخانق هي إحدى قرى عزلة بني على بمديرية أرحب التابعة لمحافظة صنعاء، بلغ تعداد سكانها 91 نسمة حسب تعداد اليمن لعام 2004.